# Petauroides volans
Petauroides volans là một loài động vật có vú trong họ Pseudocheiridae, bộ Hai răng cửa. Loài này được Kerr mô tả năm 1792.

## Hình ảnh

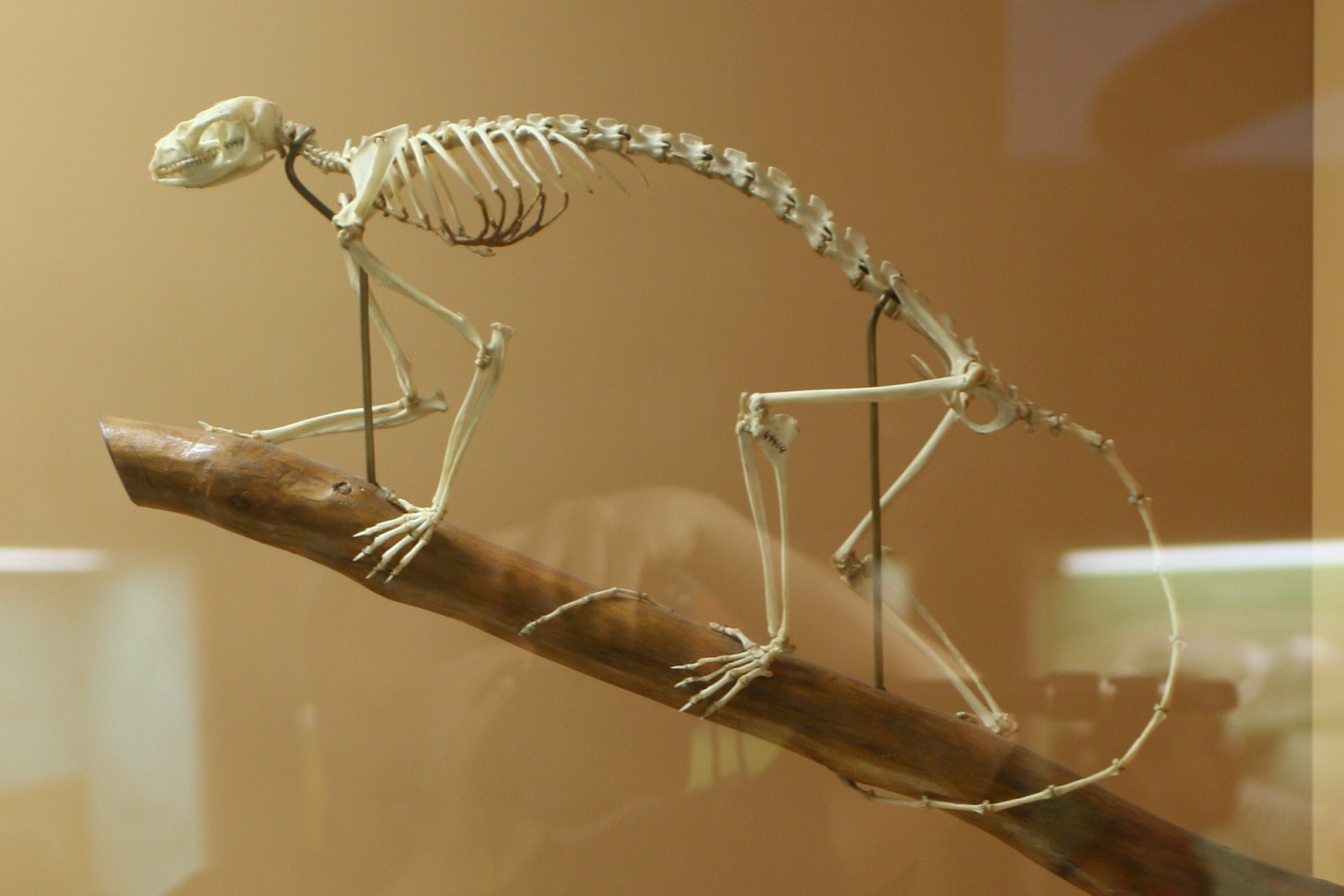
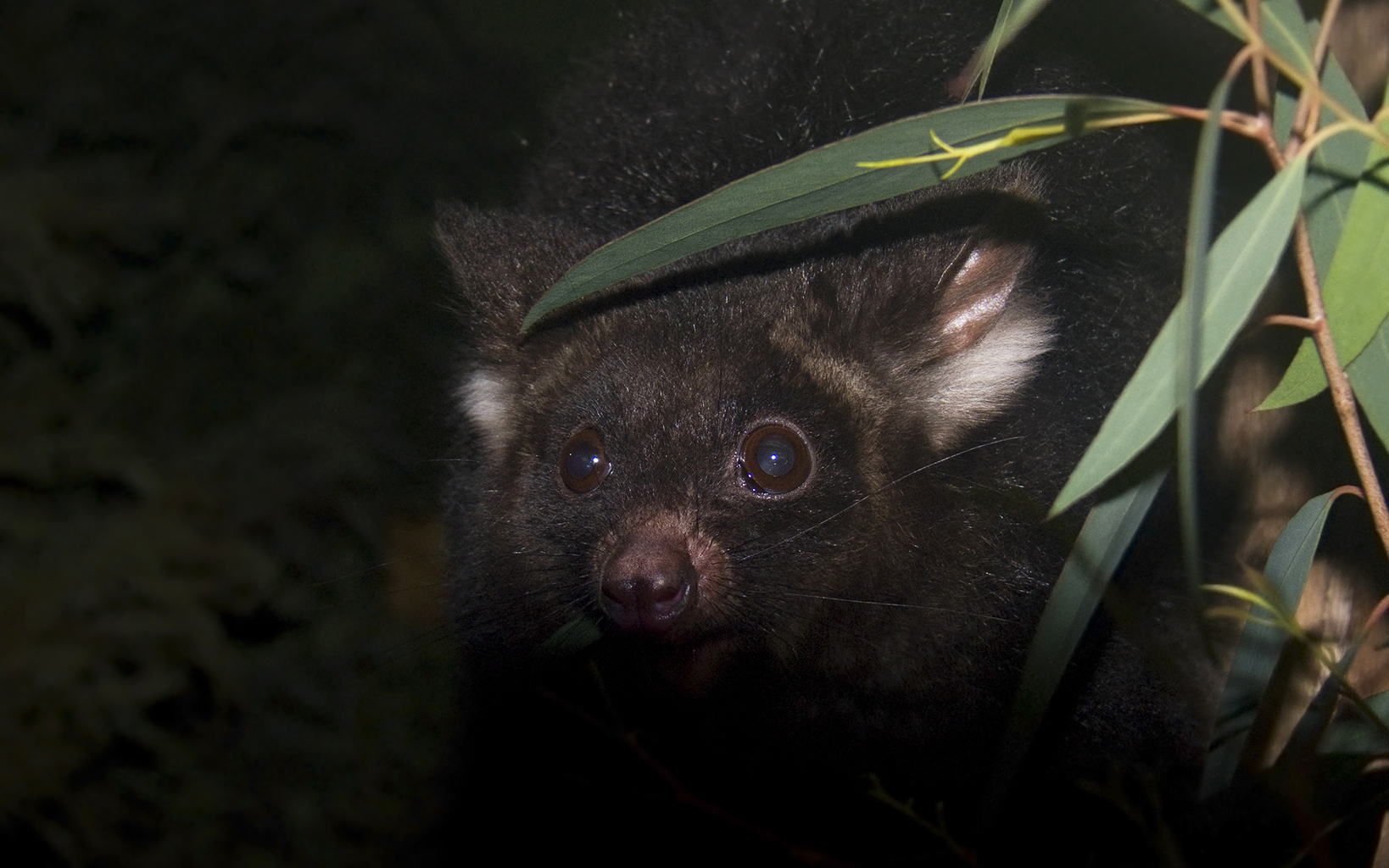
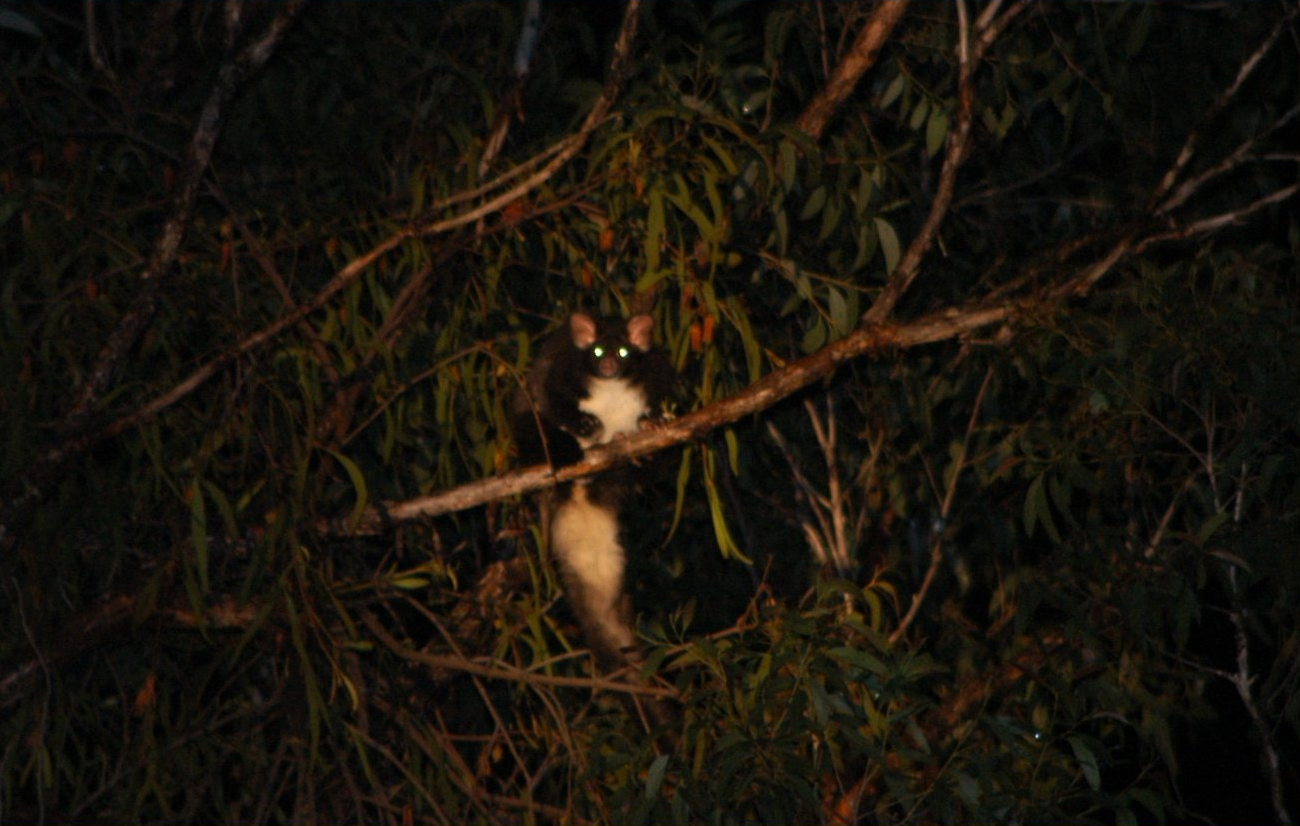